# Vuorissalo (ö i Finland)
Vuorissalo är en ö i Finland. Den ligger i sjön Päijänne och i kommunen Jämsä i den ekonomiska regionen  Jämsä  och landskapet Mellersta Finland, i den södra delen av landet, 180 km norr om huvudstaden Helsingfors. Öns area är 57,2 hektar och dess största längd är 1,1 kilometer i nord-sydlig riktning.